# راکت سینگ: فروشنده سال
راکت سینگ: فروشنده سال (به هندی: Rocket Singh: Salesman of the Year) فیلمی است محصول سال ۲۰۰۹ و به کارگردانی شیمیت امین است. در این فیلم بازیگرانی همچون رانبیر کاپور، گوهر خان، شازن پودماسه، پریم چوپرا ایفای نقش کرده‌اند.